# MGB (Auto)

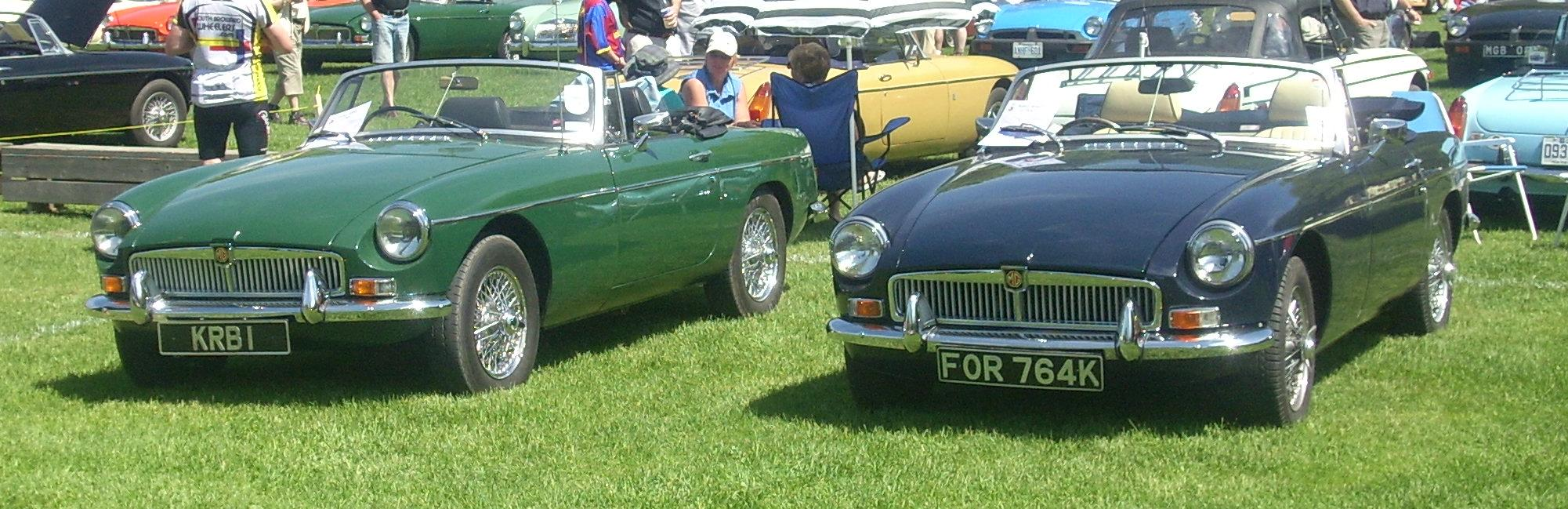
MGB Mark I in US-Ausführung

Der MGB ist ein Sportwagen, den die MG-Division von BMC im Mai 1962 als Nachfolger des MGA herausbrachte. Die Nachfolger von BMC stellten den Wagen bis Dezember 1980 her.

## Geschichte
Ursprünglich wurde ein Roadster angeboten, dem im Modelljahr 1965 ein Kombicoupé unter der Bezeichnung MGB GT folgte. Dieser Wagen war ein Zweisitzer mit zwei Notsitzen (sogenannter 2+2) und konnte fast schon als Shooting Brake betrachtet werden. Der MGB hatte einen Vierzylinder-Reihenmotor, der von ihm abgeleitete MGC einen Sechszylinder-Reihenmotor. Von 1973 bis 1976 wurde auch ein MGB GT V8 angeboten; das Kombicoupé hatte den 3,5-l-V8-Motor, den Rover aus einem ehemaligen Buick-Aggregat entwickelt hatte. Insgesamt wurden von MGB, MGC und MGB GT V8 in 18 Jahren 523.836 Exemplare hergestellt. Ein „Revival-Modell“ namens MG RV8 baute die MG Rover Group in den 1990er-Jahren in einer limitierten Auflage von nur 2000 Stück. Obwohl der RV8 den Roadstern sehr ähnlich sah, gab es weniger als 5 % gleiche Teile.
Bei seinem Erscheinen galt der MGB als relativ modern. Er besaß eine selbsttragende Karosserie, die Fahrzeuggewicht und Fertigungsaufwand senkte und dem Wagen größere Stabilität verlieh. Das war gegenüber den Vorgängern MGA und MG T-Type eine wesentliche Verbesserung, ein Wettbewerbsvorteil, den der MGB auch gegenüber seinem Wettbewerber Triumph TR hatte. Zur neuen Konstruktion gehörten auch Kurbelscheiben und ein größerer Innenraum mit ausreichend Fußraum und einer Hutablage hinter den Sitzen.
Die Fahrleistungen des MGB waren zu ihrer Zeit durchaus ansehnlich, denn er beschleunigte von 0 auf 100 km/h in nur etwas mehr als 11 Sekunden, was auf sein geringes Gewicht zurückzuführen ist. Leichtes Handling war eine der Stärken des MGB. Der BMC-B-Motor mit 1798 cm³ Hubraum und dreifach gelagerter Kurbelwelle – der gleiche, der auch beim Austin 1800 verwendet wurde, nur mit zwei SU-Vergasern – leistete 95 bhp (70 kW) bei 5400/min. Im Oktober 1964 bekam die Maschine fünf Kurbelwellenlager, was ihre Zuverlässigkeit erhöhte. Der Großteil der MGB wurde in die USA exportiert. 1974, als die Emissionsvorschriften in den USA verschärft wurden, musste der MGB-Motor in der Leistung zurückgenommen werden. Neben den leistungsschwächeren Motoren hatten diese MGB 25 mm mehr Bodenfreiheit und gummiverkleidete Stoßfänger, die die verchromten Exemplare auf allen Märkten ersetzten und dem Wagen den Spitznamen „Gummiboot“ eintrugen.
Der MGB war eines der ersten Fahrzeuge, die eine definierte Knautschzone hatten, die Fahrer und Beifahrer bei einem Aufprall mit bis zu 48 km/h (30 mph) gegen eine unbewegliche 200-t-Barriere schützte.

## Modelle

### MGB Roadster
Der im Mai 1962 erschienene Roadster war das erste Modell der MGB-Reihe. Es war ein Zweisitzer, konnte aber mit einem kleinen, einzelnen Rücksitz auf Wunsch bestellt werden, was allerdings selten geschah. Durch bessere Raumausnutzung bot der MGB mehr Platz für Mitfahrer und Gepäck als sein Vorgänger MGA, obwohl er um 76 mm kürzer war. Das Fahrwerk war weicher als beim MGA, was den Fahrkomfort verbesserte, und mit dem größeren Motor wurde eine etwas größere Höchstgeschwindigkeit erreicht. Der Felgendurchmesser fiel von 15″ auf 14″.

#### Mark II
Ende 1967 waren so viele Änderungen an den Fahrzeugen verwirklicht worden, dass ein Mark-II-Modell definiert werden konnte. Diese Änderungen waren im Wesentlichen: Ein vollsynchronisiertes Vierganggetriebe mit geänderten Übersetzungen, auf Wunsch eine Borg-Warner-Automatik (außer in den USA), eine neue Hinterachse und eine Drehstromlichtmaschine. Für das neue Getriebe musste der Fahrzeugboden wesentlich abgeändert werden; gleichzeitig wurde ein oben abgeflachter Kardantunnel eingeführt. Alle Modelle haben Hinterradantrieb.
Um den US-amerikanischen Sicherheitsanforderungen zu entsprechen, erhielten die späteren US-Modelle drei anstatt der üblichen zwei Scheibenwischer, damit der geforderte Prozentsatz der Windschutzscheibe gewischt werden konnte, und Armaturenbretter mit gepolsterter Oberkante, die man nach dem Produktionsort „Abingdon Pillow“ nannte.
Für andere Märkte wurde weiterhin das bekannte, Armaturenbrett aus lackiertem Stahlblech eingebaut. 1969 gab es „Rostyle“-Lochscheibenräder (Rubery Owen Style) anstatt der bisherigen gepressten Stahlscheibenräder und 1970 wurden umklappbare Sitze in die Serie eingeführt.
1969 gab es einen neuen Kühlergrill aus schwarzem Aluminium, 1972 kehrte aber der traditionelle verchromte Grill mit schwarzem „Bienenwaben“-Einsatz zurück. 1970 brachte einen geteilten hinteren Stoßfänger mit in der Mitte angebrachtem Nummernschild, aber 1971 kam der alte fünfteilige Stoßfänger zurück.

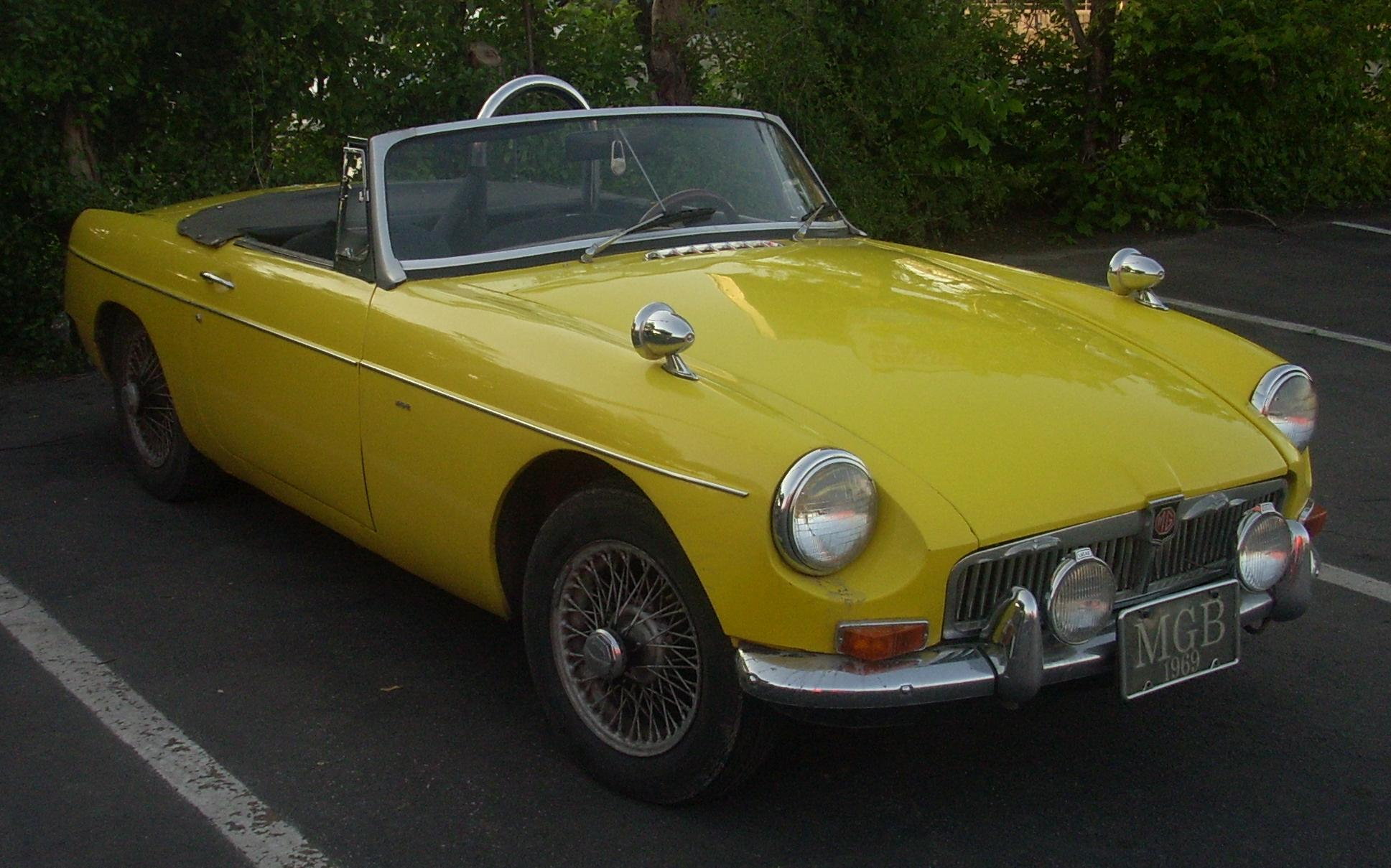
MGB Roadster (1969)
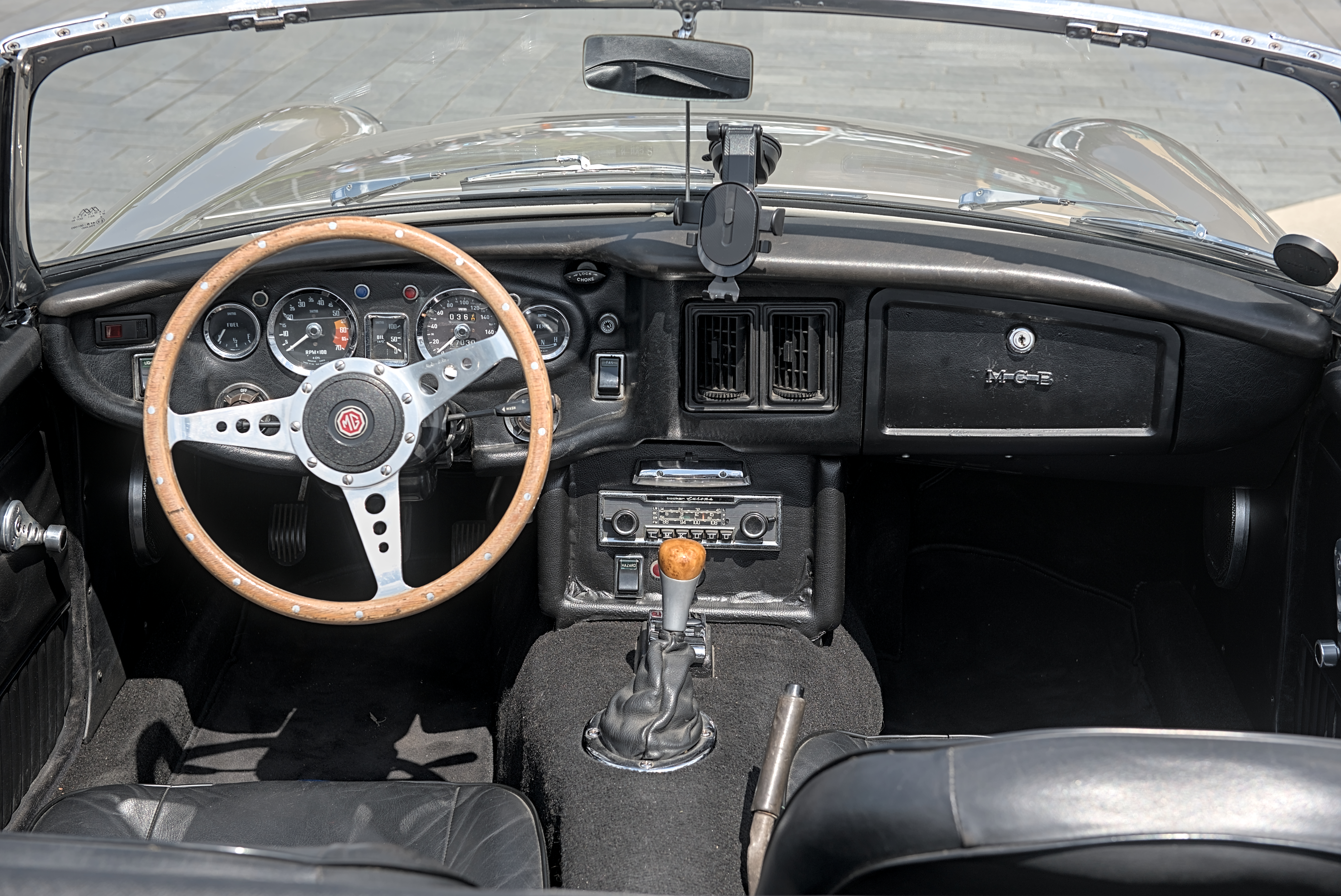
MGB Cockpit
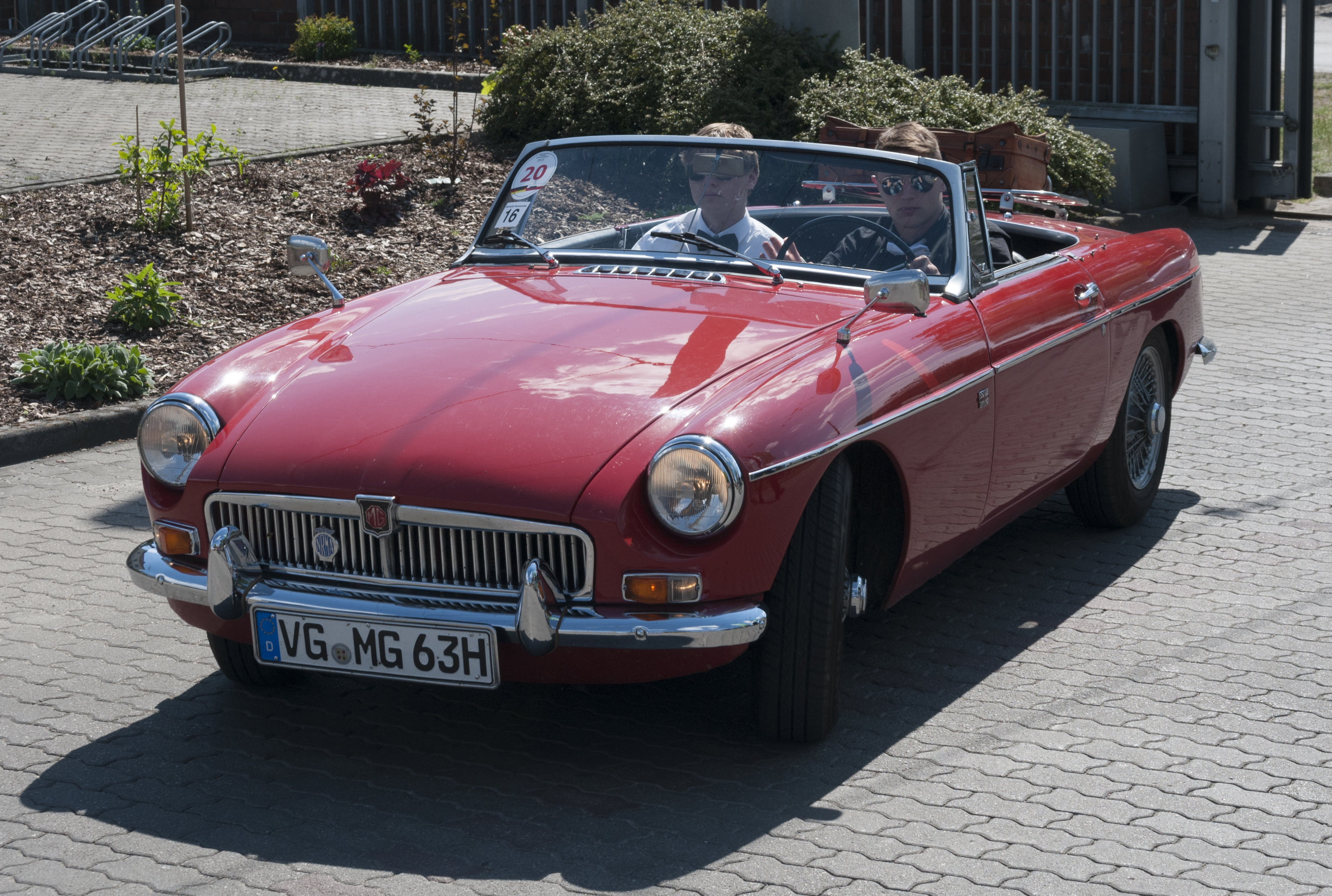
MG B Roadster von 1963

#### Mark III
Weitere Veränderungen brachte 1972 der Mark III. Die meisten Änderungen zeigte der Innenraum mit einem neuen Armaturenbrett und einer verbesserten Heizung.

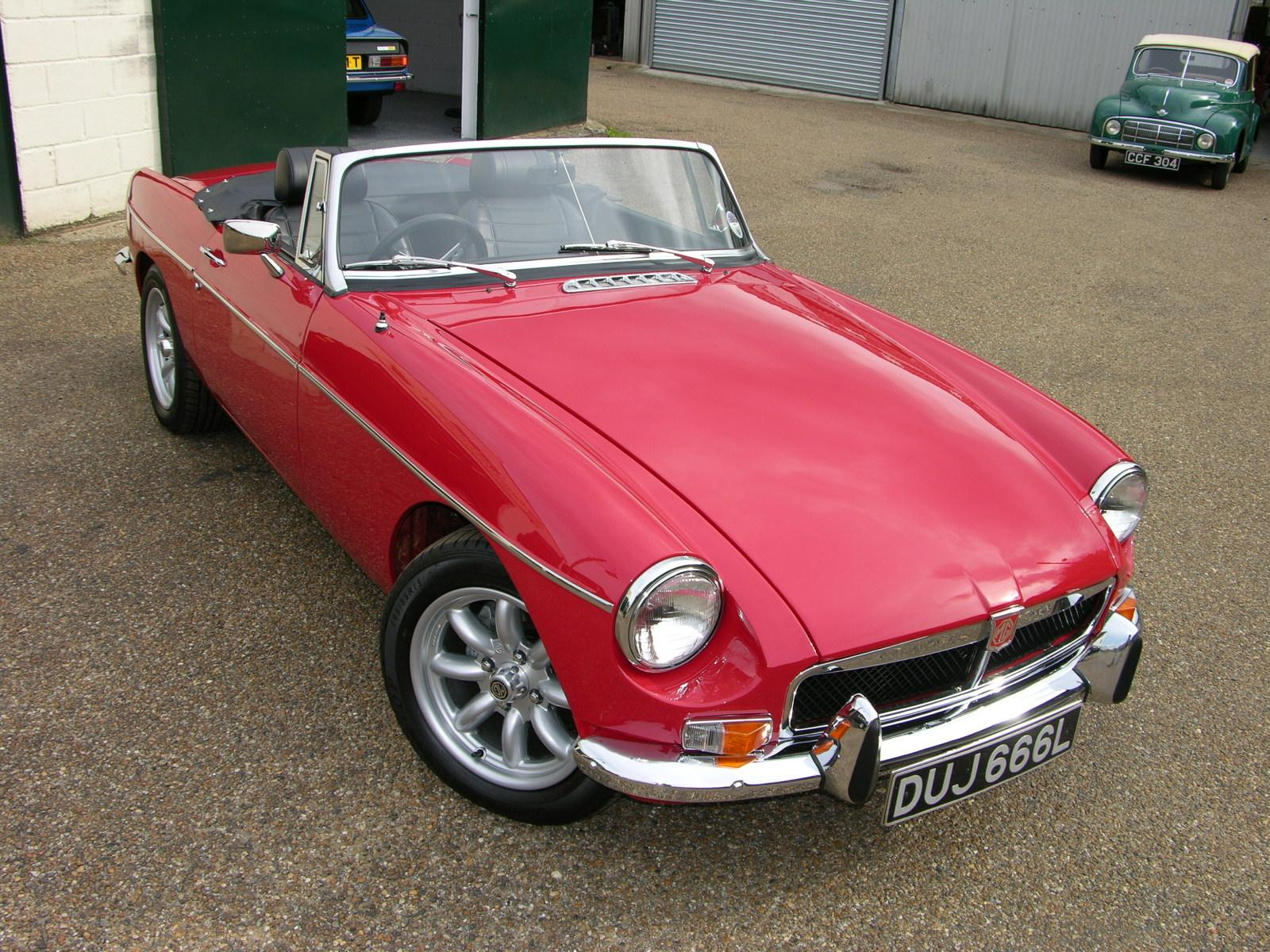
MGB Roadster (1973)
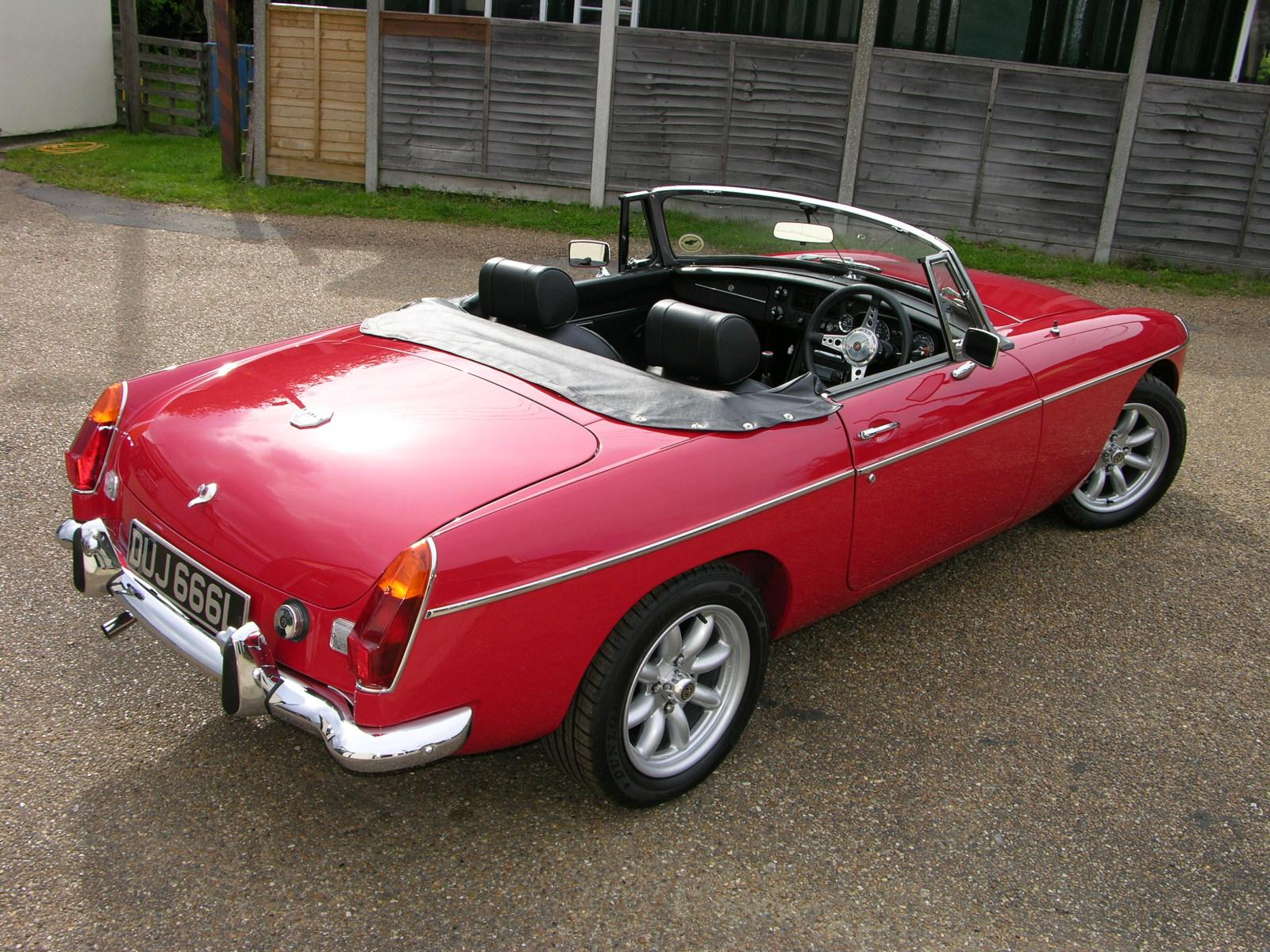
Heckansicht
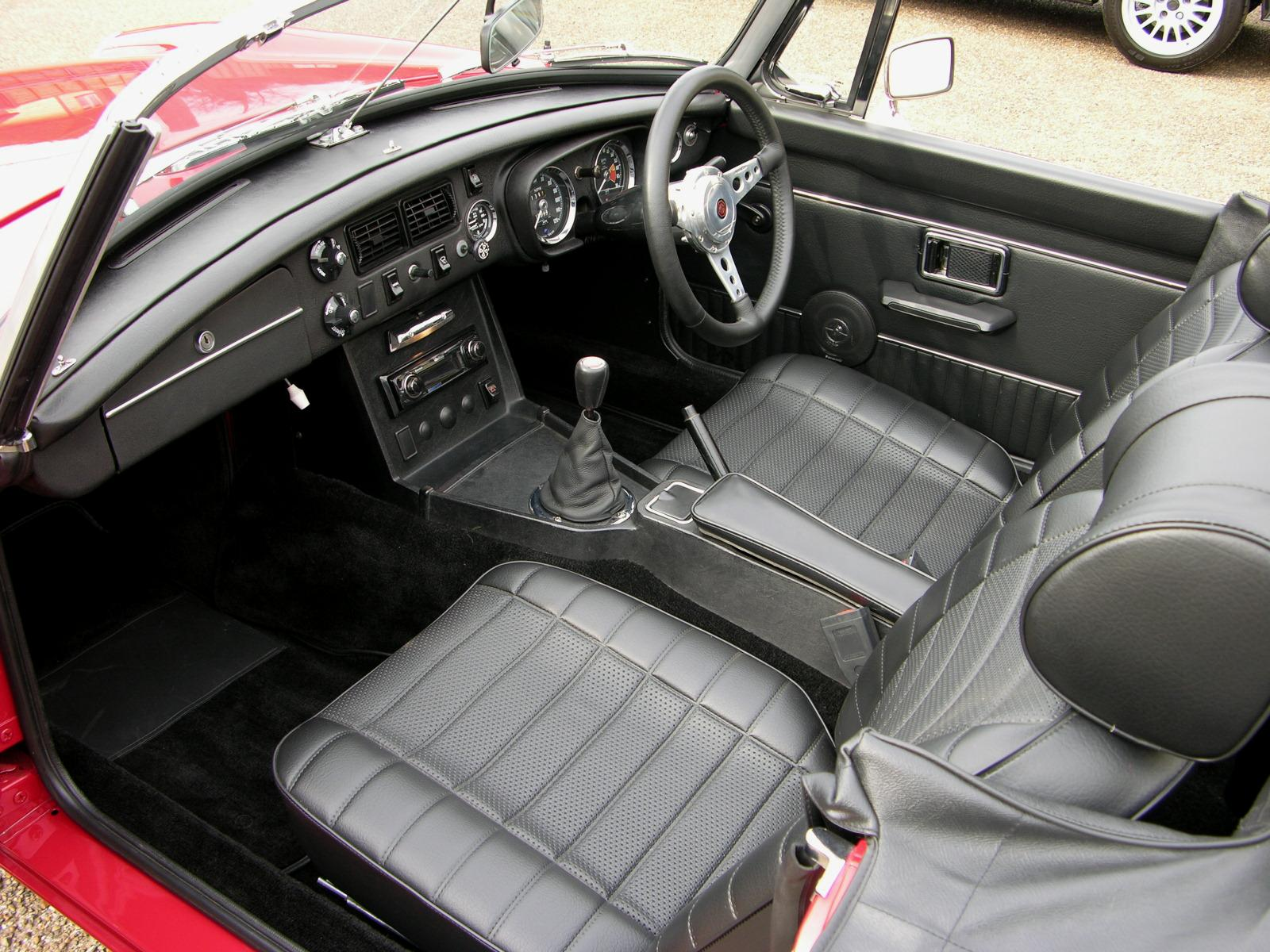
Interieur

1974 mussten wegen der neuen Vorschriften in den USA (keine Beschädigungen bei Aufprallgeschwindigkeiten unter 8 km/h) die verchromten Stoßfängerhörner gegen größere Exemplare aus Gummi ausgetauscht werden und in der zweiten Jahreshälfte mussten die verchromten Stoßfänger ganz weichen. Der neue stahlverstärkte, schwarze Gummistoßfänger vorne umfasste auch den Kühlergrill, was die Frontansicht des MGB deutlich veränderte, und ein passender Heckstoßfänger rundete das Bild ab. Auch die Scheinwerfer waren nach den neuen Bestimmungen zu niedrig angebracht; weil aber die Frontansicht nicht weiter verändert werden sollte, entschied BLMC, den ganzen Wagen um 25 mm anzuheben. Zusammen mit den neuen schwereren Stoßfängern ergaben sich dadurch wesentlich schlechtere Fahreigenschaften.
Nur im Modelljahr 1975 fiel auch (als Sparmaßnahme) der vordere Stabilisator weg. Allerdings war er auf Wunsch als Sonderausstattung erhältlich. Die Nachteile, die sich BLMC mit seiner Antwort auf die neuen US-Vorschriften an der Radaufhängung eingehandelt hatte, wurden 1977 zum Teil durch weitere Änderungen an der Fahrwerksgeometrie behoben und Stabilisatoren bei allen Modellen wieder in die Serienausstattung aufgenommen.
Die US-Emissionsvorschriften sorgten auch für eine reduzierte Motorleistung, und als der MGB Ende 1980 auslief, waren seine Fahrleistungen nur noch durchschnittlich.
Insgesamt entstanden vom MGB Roadster bis Dezember 1980 399.070 Einheiten.

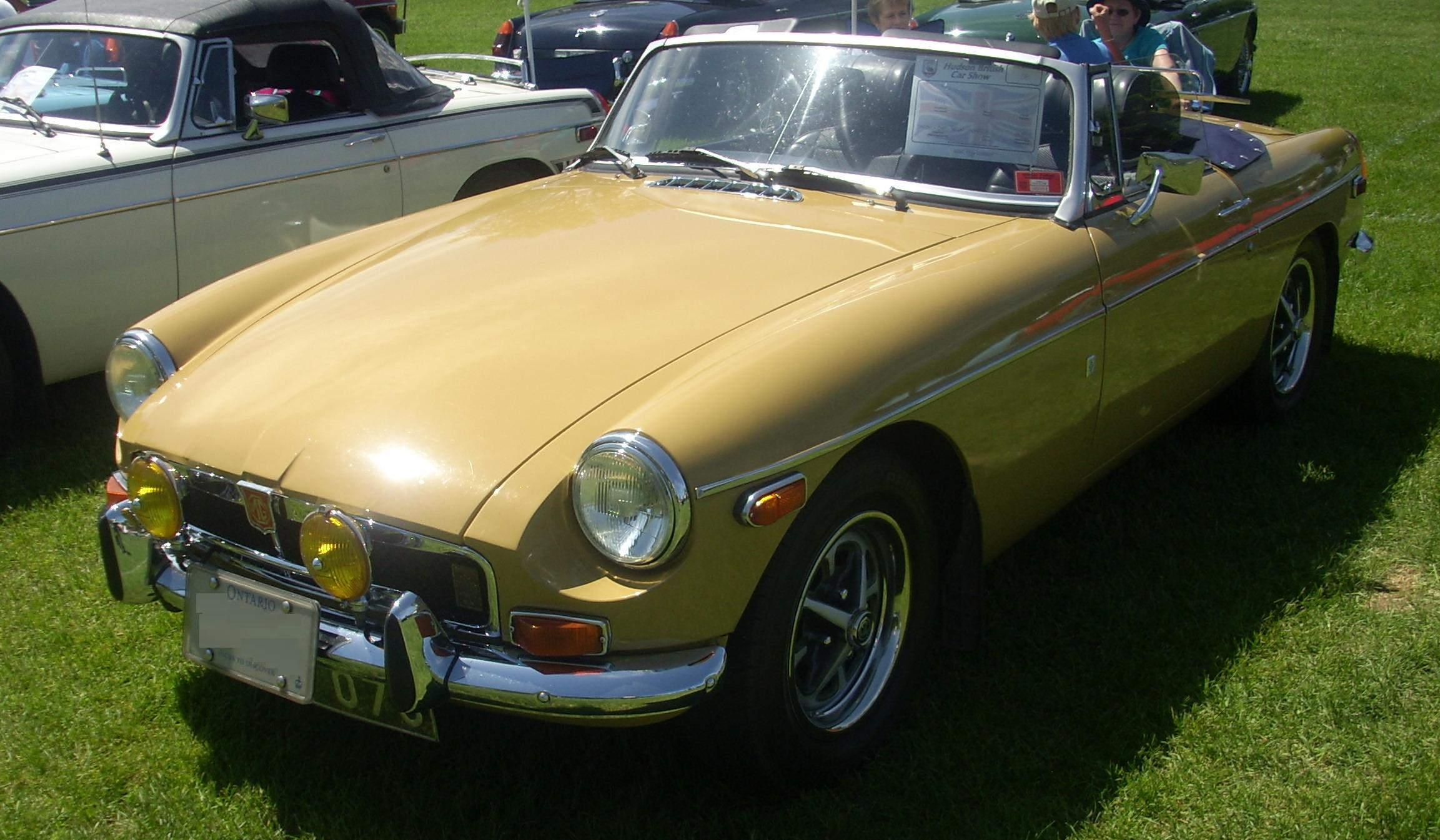
MGB Roadster (USA, 1973)
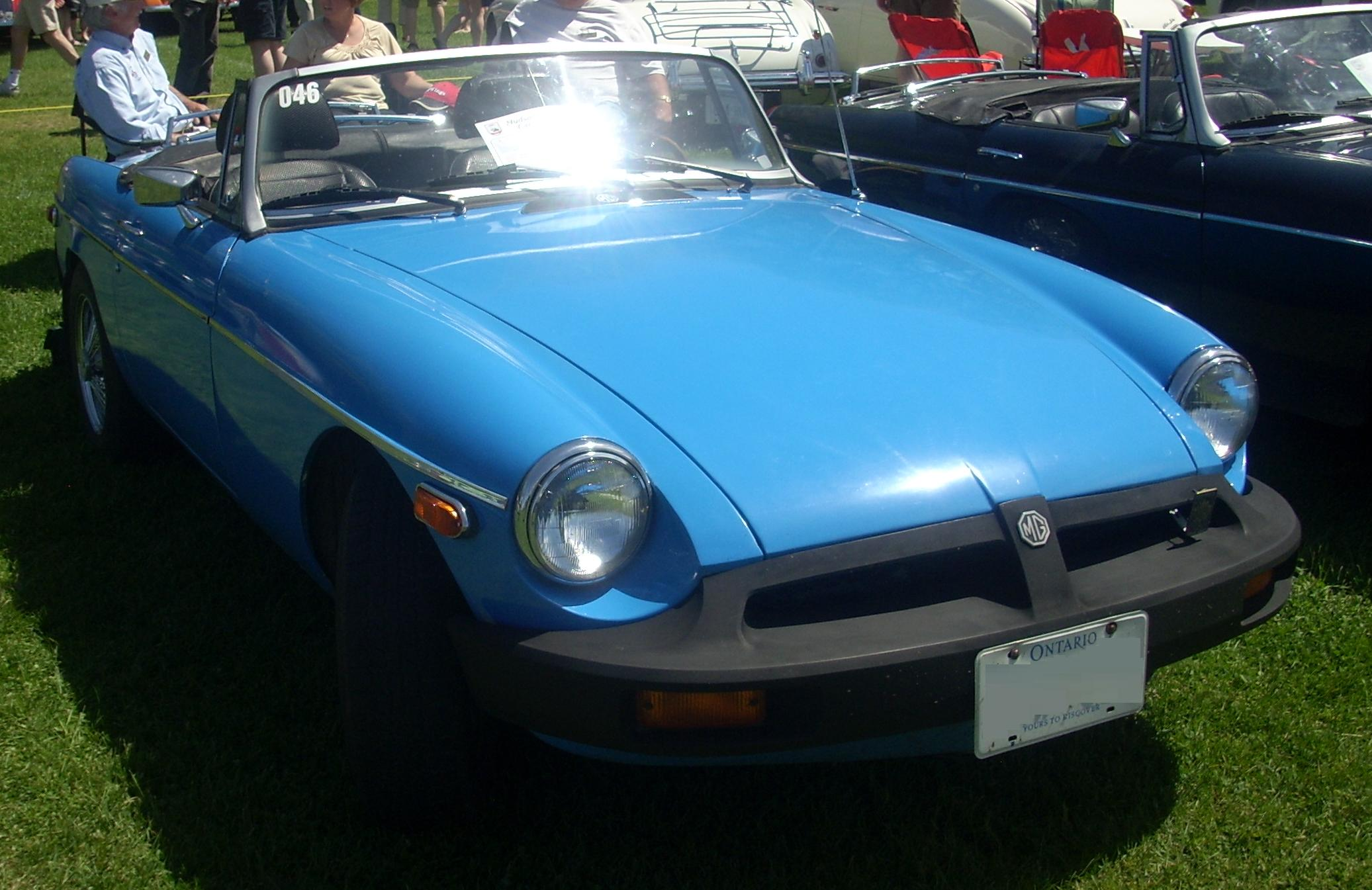
MGB Roadster (USA, 1977)
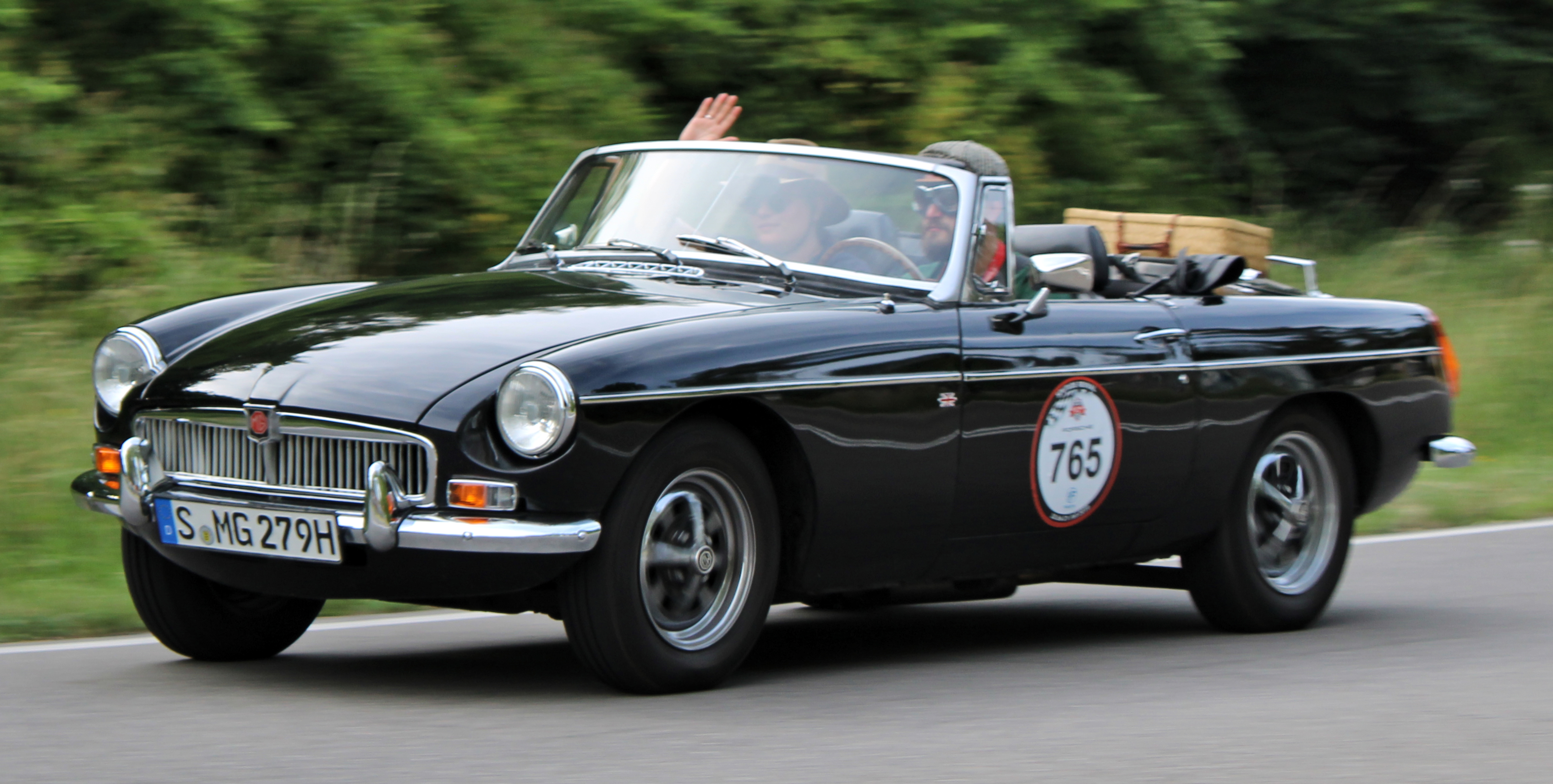
MGB Roadster (1979)
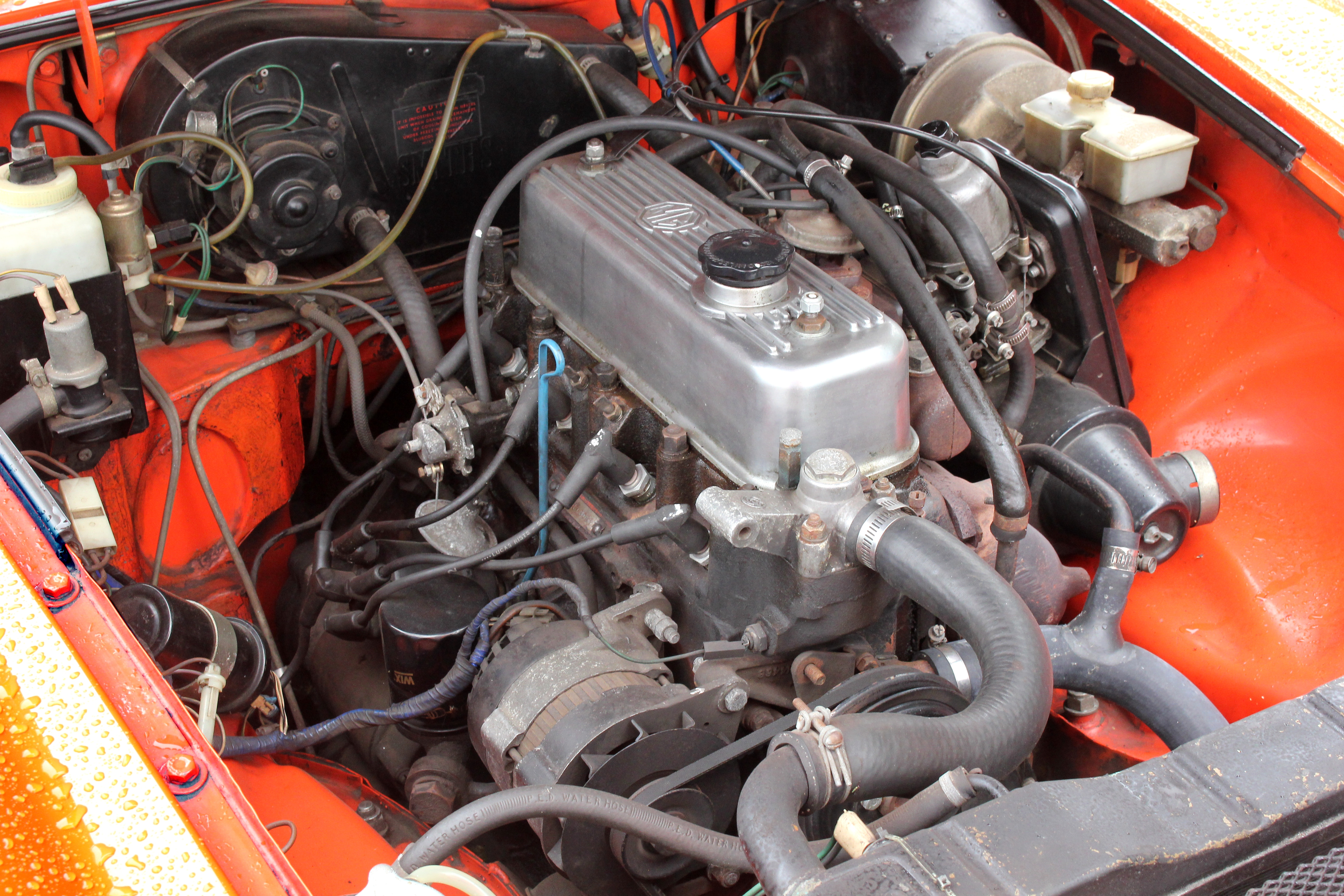
Motor (1979)

### MGB GT
Der MGB GT mit festem Dach wurde im Oktober 1965 eingeführt und bis November 1980 gefertigt, wenngleich der Export in die USA bereits 1974 eingestellt wurde.
Der Wagen hatte eine von Pininfarina entworfene Karosserie mit großer Heckklappe und war als 2+2 Sitzer ausgelegt. Die Rücksitzbank war aber sehr klein und für Erwachsene oder ältere Kinder nur für kurze Strecken geeignet, aber es gab mehr Platz für das Gepäck als im Roadster. Motor und Getriebe stammten vom Roadster.
Tatsächlich unterschieden sich beide Modelle nur in wenigen Punkten, obwohl der MGB GT mit anderen Federn und Stabilisatoren ausgestattet war. Der MGB GT hatte wegen der höheren Dachlinie auch eine geänderte, höhere Windschutzscheibe. Frühere Sonderaufbauten, wie die von dem belgischen Karosseriebauunternehmen Jacques Coune gefertigte MGB Berlinette, hatten eine höhere Windschutzscheibe; so konnte die Dachlinie – dem Zeitgeschmack entsprechend – relativ gerade statt gewölbt ausgeführt und zugleich eine ausreichende Kopffreiheit gewährleistet werden.
Die Beschleunigung des GT fiel etwas geringer als die des Roadsters aus, weil er schwerer war. Die extrem stark ausgelegte Bodengruppe des Roadsters wurde für das Coupe übernommen, obwohl das Dach einiges an Beanspruchungen hätte aufnehmen können. Die Kosten für eine passende Bodengruppe hätten allerdings das Coupé-Projekt gefährdet. Das Handling war durch die größere Karosseriesteifigkeit und die ausgeglichenere Gewichtsverteilung besser. Die Höchstgeschwindigkeit lag wegen des geringeren Luftwiderstandes um 8 km/h höher bei 168 km/h.
Insgesamt entstanden vom MGB GT 125.282 Exemplare bis Ende 1980.

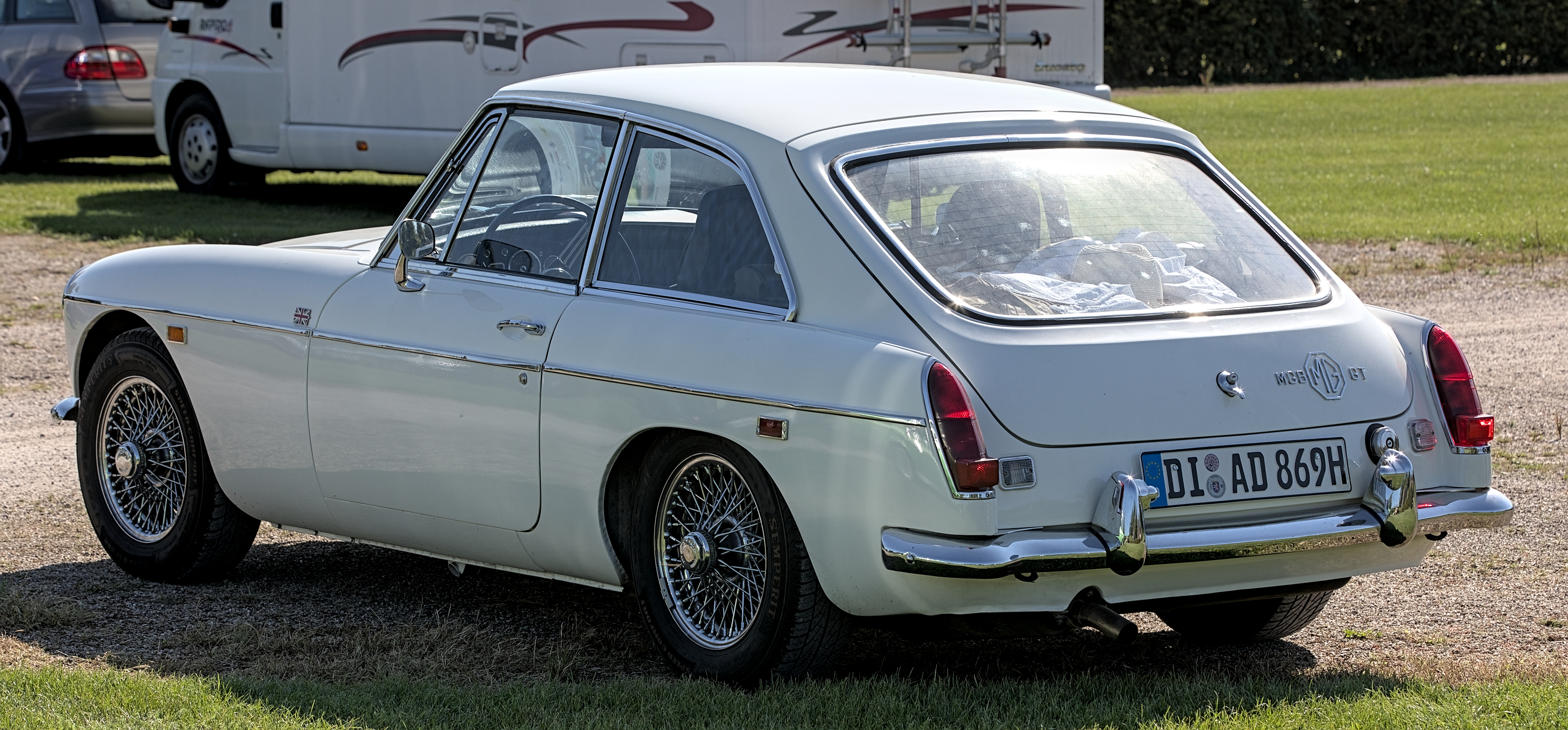
Heckansicht

### MGC
Der MGC war die Sechszylinderversion des MGB, die von Januar 1967 bis September 1969 hergestellt wurde. Sogar 1970 wurden noch Fahrzeuge mit dem BLMC-Code ADO52 verkauft. Er sollte den Austin-Healey 3000 ersetzen, der den BLMC-Code ADO51 führte, kam aber in dieser Form nicht über die Planungsphase hinaus.
Die erste Maschine, die für seinen Antrieb in Betracht gezogen wurde, war eine in Australien entworfene Version der BMC-B-Serie, aber in der Serie wurde eine Version der BMC-C-Serie mit sieben Kurbelwellenlagern eingesetzt, die auch im neuen Austin 3-litre verwendet  wurde. Der Reihensechszylinder mit 2912 cm³ Hubraum und zwei SU-Vergasern leistete 145 bhp (108 kW) bei 5250/min.
Die MGB-Karosserie musste um den Motorraum herum und an der Bodenplatte wesentlich umkonstruiert werden, um den Sechszylinder aufzunehmen, aber die einzigen äußeren Unterschiede waren eine Ausbuchtung auf der Motorhaube, unter der der wegen des größeren Motors nach vorne verschobene Kühler Platz fand, und eine kleinere in Tränenform, um Platz für die Vergaser zu schaffen. Der MGC hatte andere Bremsen als der MGB, 15″-Räder, eine größer untersetzte Zahnstangenlenkung und eine spezielle Radaufhängung mit Stabilisator und Teleskopstoßdämpfern. Wie der MGB war er als Roadster und GT erhältlich. Auf Wunsch gab es einen Overdrive zum Vierganggetriebe oder eine Getriebeautomatik. Die Höchstgeschwindigkeit lag bei 192 km/h und die Beschleunigung von 0 auf 100 km/h bei 10,0 Sekunden.
Der schwere Motor (95 kg schwerer als der 1,8-l-R4 des MGB) und das neue Fahrwerk veränderten das Handling des Fahrzeuges und das Presseecho darauf war äußerst gemischt. 1969 wurde der MGC nach weniger als zwei Produktionsjahren wieder eingestellt. Von Sammlern sind die Wagen heute sehr gesucht und die wichtigsten Gründe für das schlechte Handling sind heute durch bessere Reifen und kleine Veränderungen am Fahrwerk weggefallen.
Insgesamt entstanden bis September 1969 genau 9.002 MGC.

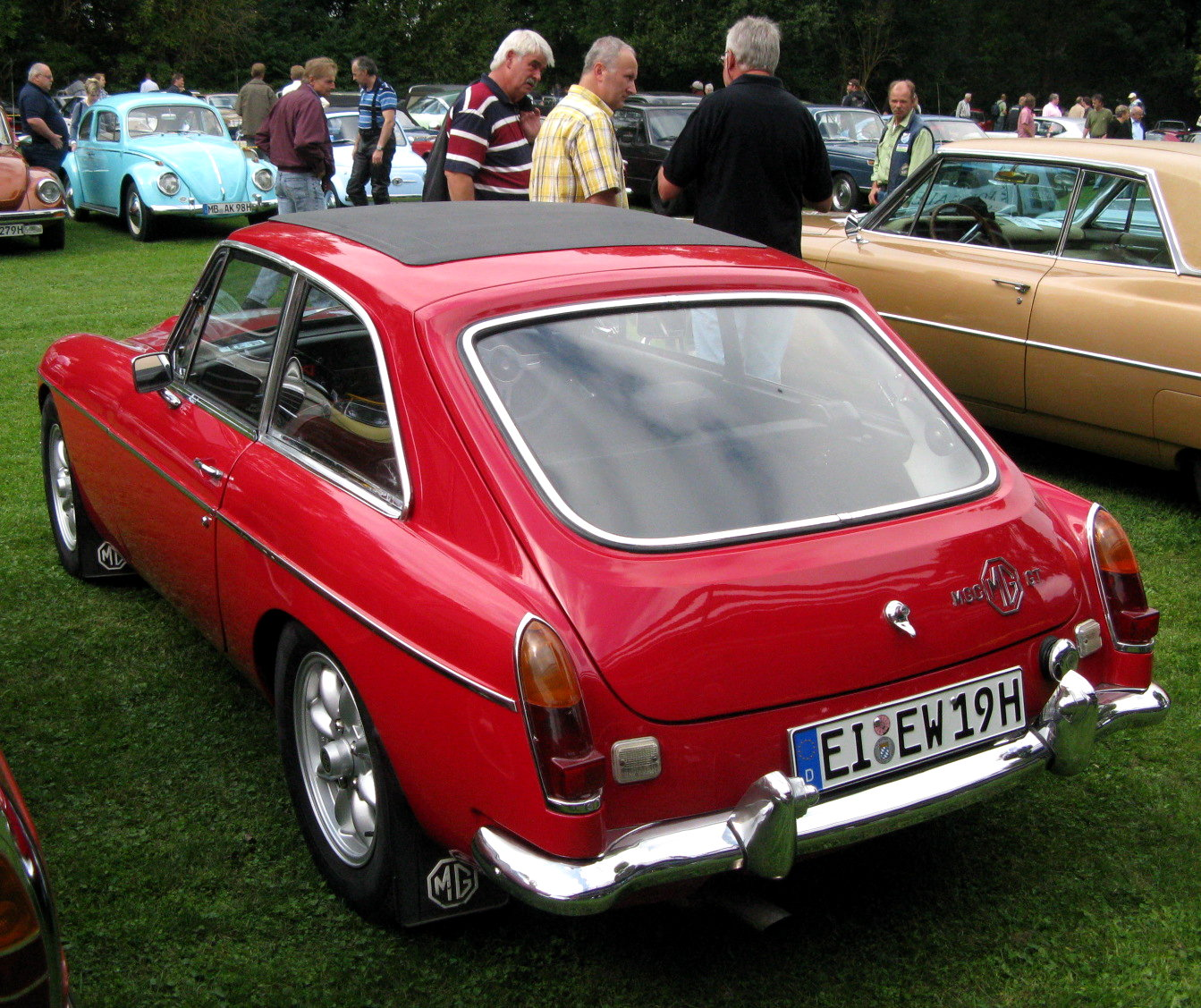
MGC GT (1967–1969)

### MGB GT V8
MG stellte den MGB GT V8 Anfang 1973 vor. Er war mit dem bekannten 3,5-Liter-V8-Motor von Rover ausgestattet, der erstmals im Rover P5B eingesetzt worden war. Ursprünglich diente das Triebwerk im Buick Special mit der A-Plattform und dem Oldsmobile F-85. Er war zu seiner Zeit der leichteste serienmäßig gefertigte V8-Motor der Welt mit einem Trockengewicht von nur 144 Kilogramm, was ca. 27 Kilogramm weniger war als sein Vierzylinder-Gegenstück aus der MOWOG (Morris-Wolseley-MG)-Gießerei. Rover und MG hatten das ursprünglich amerikanische Motorkonzept in mehreren Punkten überarbeitet, so dass der V8-Motor in Großbritannien noch ungewöhnlich lange weitergebaut wurde. Bereits knapp ein Jahr vor der Einführung des MGB GT V8 hatte der Tuner Ken Costello († 2015) rund 200 Exemplare nach dem gleichen Konzept hergestellt. Sie waren jedoch mit einer je nach Quelle 150 bis 157 PS starken Version des Rover-Motors ausgestattet und unterscheiden sich von den nachfolgenden Serienfahrzeugen durch einen typischen „Buckel“ auf der Motorhaube. MG beauftragte daraufhin Costello, einen Prototyp für das Werk zu bauen. Auf die anstehende Vorstellung des neuen MBG GT V8 reagierte Costello später mit einer Anzeige, in der er seine Kunden warnte, sich vor „Imitationen in Acht (zu) nehmen“. Anstelle der stärkeren Motoren aus den Costello-Umbauten erhielten die Serienmodelle des Werks eine Version mit 3528 cm³ Hubraum, einer Höchstleistung von 137 bhp (102 kW) bei 5000 Umdrehungen pro Minute und einem maximalen Drehmoment von 262 Newtonmeter. Damit waren eine Beschleunigung von 0 auf 100 km/h in 8,8 Sekunden und eine Höchstgeschwindigkeit von 198 Kilometer pro Stunde möglich.
Durch den Block und Zylinderkopf aus Aluminium wog der Rover-V8 insgesamt ca. 18 kg weniger als MGs gusseiserner Vierzylinder. Anders als beim MGC benötigte der V8 im MGB GT V8 keine wesentlichen Änderungen am Fahrwerk, die das Handling negativ beeinflusst hätten.
Ab Werk gab es nur den geschlossenen MGB GT mit dem V8-Motor, hingegen keine Roadster-Variante. Die Fertigung wurde Ende 1976 eingestellt.
Erste Überlegungen, den MGB GT V8 in die USA zu exportieren, wurden letztlich verworfen. British Leyland entschloss sich, keine Linkslenkerversion zu bauen oder eine Zulassung nach den neuen US-Emissionsrichtlinien für dieses Fahrzeug zu beantragen, obwohl dieser Motor auch in Rover-Exportmodellen in den USA in dieser Zeit und darüber hinaus angeboten wurde. Bis dahin waren insgesamt fünf Prototypen gebaut worden, drei Links- und zwei Rechtslenker (Seriennummern 95, 96, 97, 98, 99) und anschließend zehn Vorserienfahrzeuge (Seriennummern 101–110) mit je nach Quelle sieben oder acht Linkslenkern, die sich jedoch in festen Händen befinden. Daher handelt es sich bei praktisch allen heute auf dem Markt zu findenden Linkslenkern (LHD für „Left Hand Drive“) sowie allen V8-Roadstern um nachträgliche Umbauten. Die Geschäftsleitung der BLMC befürchtete eine hohe Nachfrage nach dem V8 im MGB bei gleichzeitig begrenzten Produktionsmöglichkeiten und bot den MGB GT V8 daher zu einem vergleichsweise hohen Preis an.
Der MGB GT V8 wurde von der Motorpresse sehr positiv aufgenommen, aber BLMC war darüber besorgt, dass dieses Modell die anderen Modelle des Konzerns überstrahlen könnte, insbesondere den schwächeren und teureren Triumph Stag.
Insgesamt entstanden vom MGB GT V8 bis Dezember 1976 2591 Werksexemplare sowie die rund 200 von Costello gefertigten. 1856 Werks-V8 wurden als „Chrom-Modelle“ ausgeliefert, die letzten 735 von Ende 1974 bis 1976 waren sog. „Gummiboot“-Modelle, die aufgrund der gewöhnungsbedürftigen Optik vielfach auf Chrom-Stoßstangen umgebaut oder sogar als Teileträger verwendet wurden. Die Zahl der noch existierenden und sich im Originalzustand (mit ‚rubber bumpers‘) befindlichen Gummiboot-V8 liegt verschiedenen Schätzungen nach um 200 Exemplare.

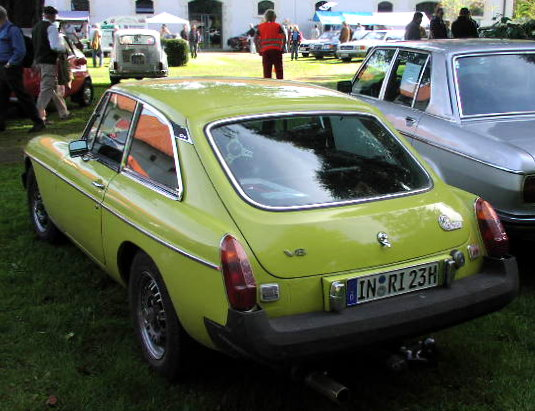
Heckansicht
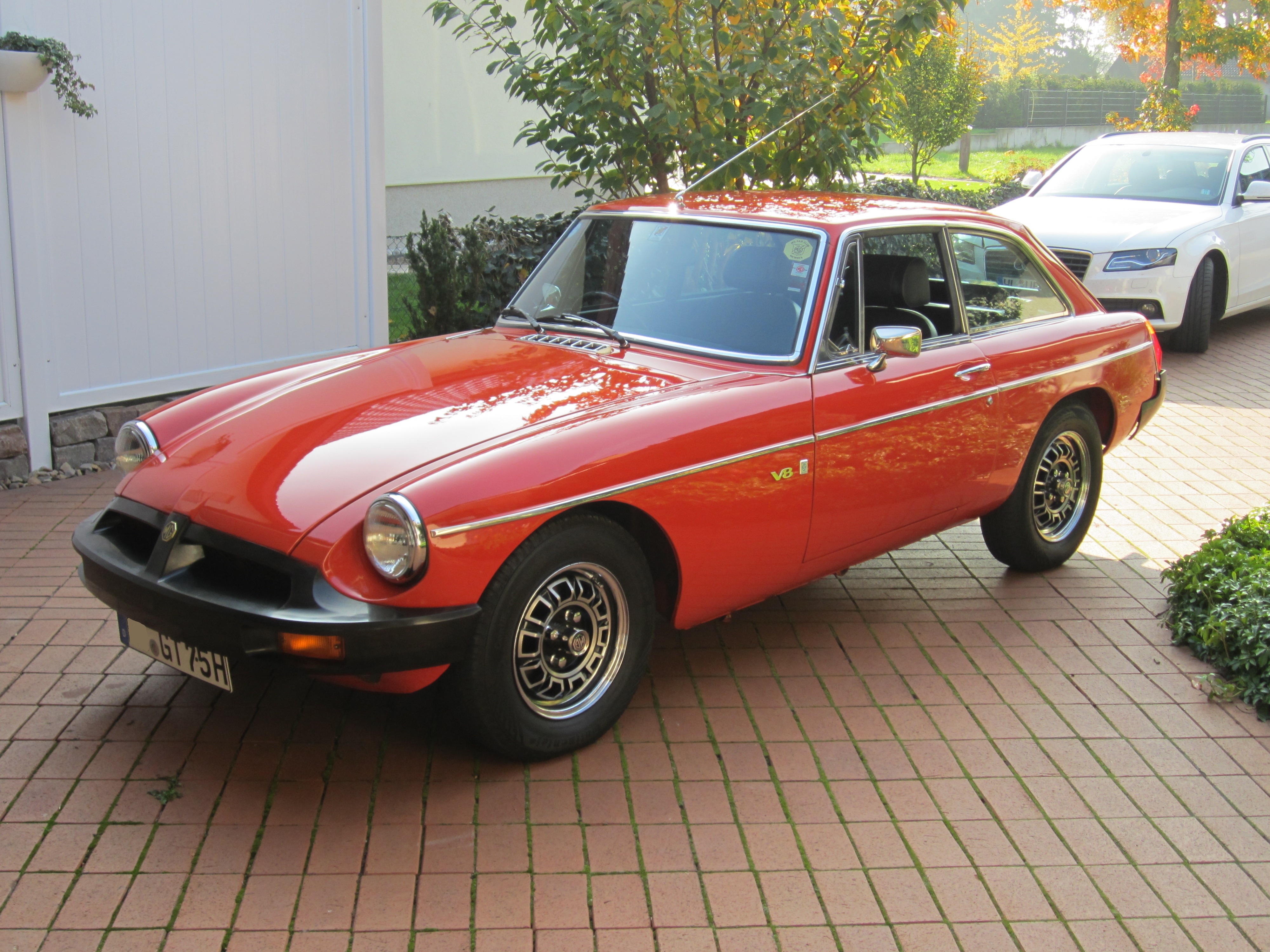
MGB GT V8 (1975)

### MG RV8
Das Interesse an kleinen Roadstern nahm in den 1990er-Jahren nach der Einführung des Mazda MX-5 zu und die MG Rover Group trug dem im September 1992 Rechnung und stellte neue Karosserien für eine überarbeitete Version des alten Autos her.
Das Fahrwerk wurde nur wenig verbessert und hatte weiterhin die alte blattgefederte Hinterachse des MGB. Motorhaube und Türen stammten ebenfalls vom alten Modell, genauso wie die hinteren Trommelbremsen. Aber der neue Motor war der bekannte Rover-V8 aus dem alten MGB GT V8, allerdings mit einem Hubraum von 3.946 cm³. Auch wurde ein Sperrdifferenzial eingebaut.
Die Innenausstattung erfüllte Luxusansprüche und enthielt Furnier aus Ulmenholz und Conolly-Leder.
Die Fahrleistungen waren gut; 190 bhp (142 kW) bei 4.750 min−1 ermöglichten eine Beschleunigung von 0 auf 100 km/h in 5,9 Sekunden. Hauptsächlich wegen seiner hinteren Trommelbremsen und der Hinterachsaufhängung an Blattfedern (die als altmodisch in einem Hochleistungsfahrzeug galten) wurde der RV8 von zeitgenössischen Autotestern nicht gut aufgenommen. Dies hinderte den RV8 aber nicht daran, zumindest einen bescheidenen Verkaufserfolg einzufahren, und er ebnete den Weg für die Einführung des modernen MG F einige Jahre später.
Der Wagen zahlte sich auch durch ein gesteigertes Interesse an britischen Produkten in Japan und einen gewissen Export dorthin aus.
Insgesamt entstanden vom MG RV8 bis Dezember 1995 genau 2.000 Fahrzeuge.

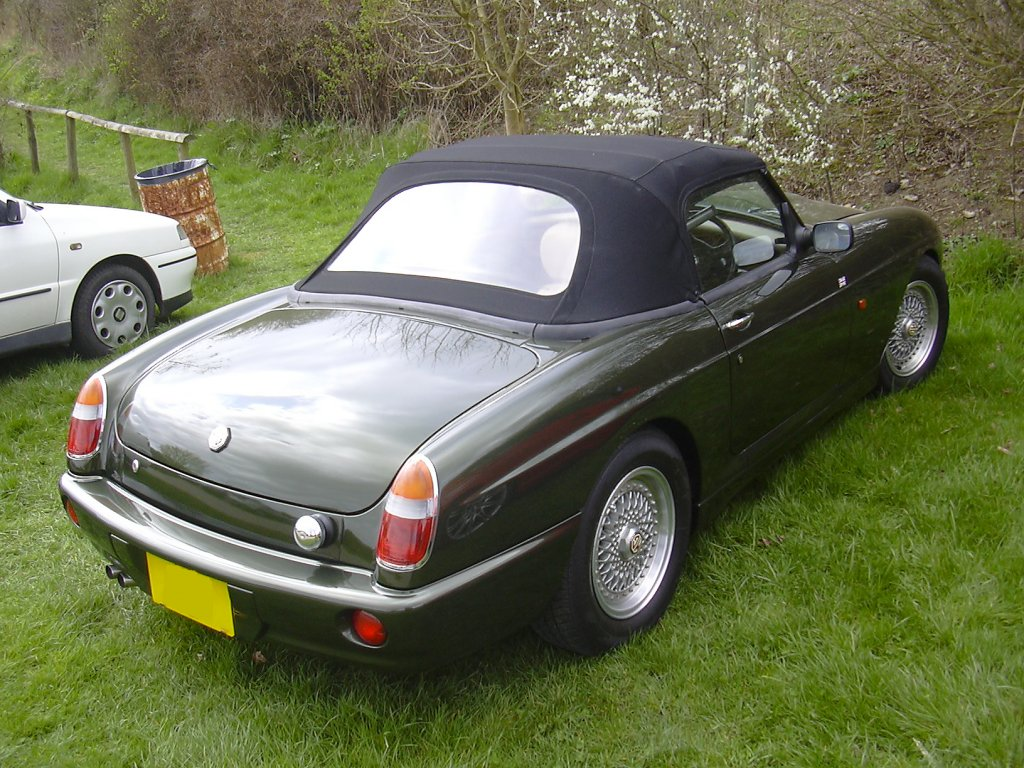
Heckansicht
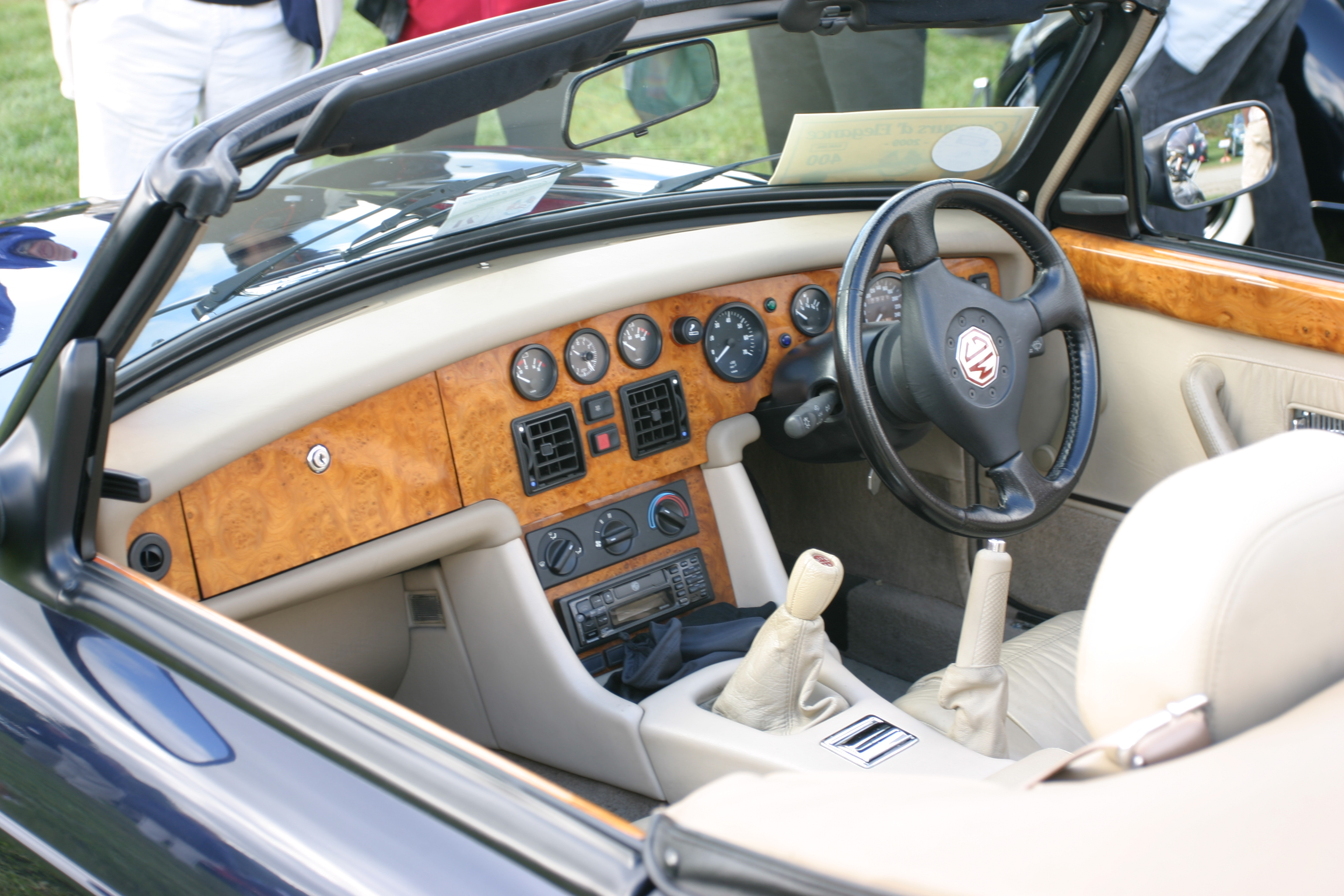
Cockpit

## Rennerfolge
Der MGB nahm erfolgreich an Straßenrennen teil wie der Rallye Monte Carlo, dem 12-Stunden-Rennen von Sebring, Langstreckenrennen in Spa usw., wo er zum Teil gegen deutlich stärkere und teurere Konkurrenten antreten musste, diese mitunter schlug und wiederholt Klassensiege einfahren konnte. Beim 24-Stunden-Rennen von Le Mans sah ein MGB in den Jahren 1963 bis 1965 jeweils die Zielflagge, 1963 in einem werksunterstützten Privatteam als Gesamtzwölfter und Sieger der Kategorie „GT-Fahrzeuge 1600 bis 2000 cm³“, 1964 als Werksteam mit dem 19. Gesamtrang (der Klassensieg ging an einen Porsche 904) und 1965 wiederum als Werksteam mit dem elften Gesamtrang (Klassenzweiter hinter einem Porsche 904).

## Der MGB als Technikspender
Die Mechanik und die Antriebstechnik des MGB diente bis in die 1980er-Jahre hinein als Basis für zahlreiche zumeist britische Kit Cars. Das südenglische Unternehmen NG Cars etwa baute eine ganze Modellpalette von Bausatz-Replicas auf der MGB-Technik auf.